# Escape the Grave
Escape the Grave är en 7-tumsvinyl av The Headhunters (Oi!band). Vinylen blev utgiven år 2002 av det amerikanska skivbolaget Haunted Town Records, med katalognummer HTR#19.

## Låtlista
Sida A:
1. "Escape the Grave"
2. "Headhunters Theme"

Sida B:
1. "Skinhead Time"